# 鶴仙渓
鶴仙渓（かくせんけい）は、石川県加賀市山中温泉にある渓谷。山中・大日山県立自然公園内に位置している。鶴仙渓は明治時代の書家、日下部鳴鶴が好んだ渓谷に由来している。

## 景勝地

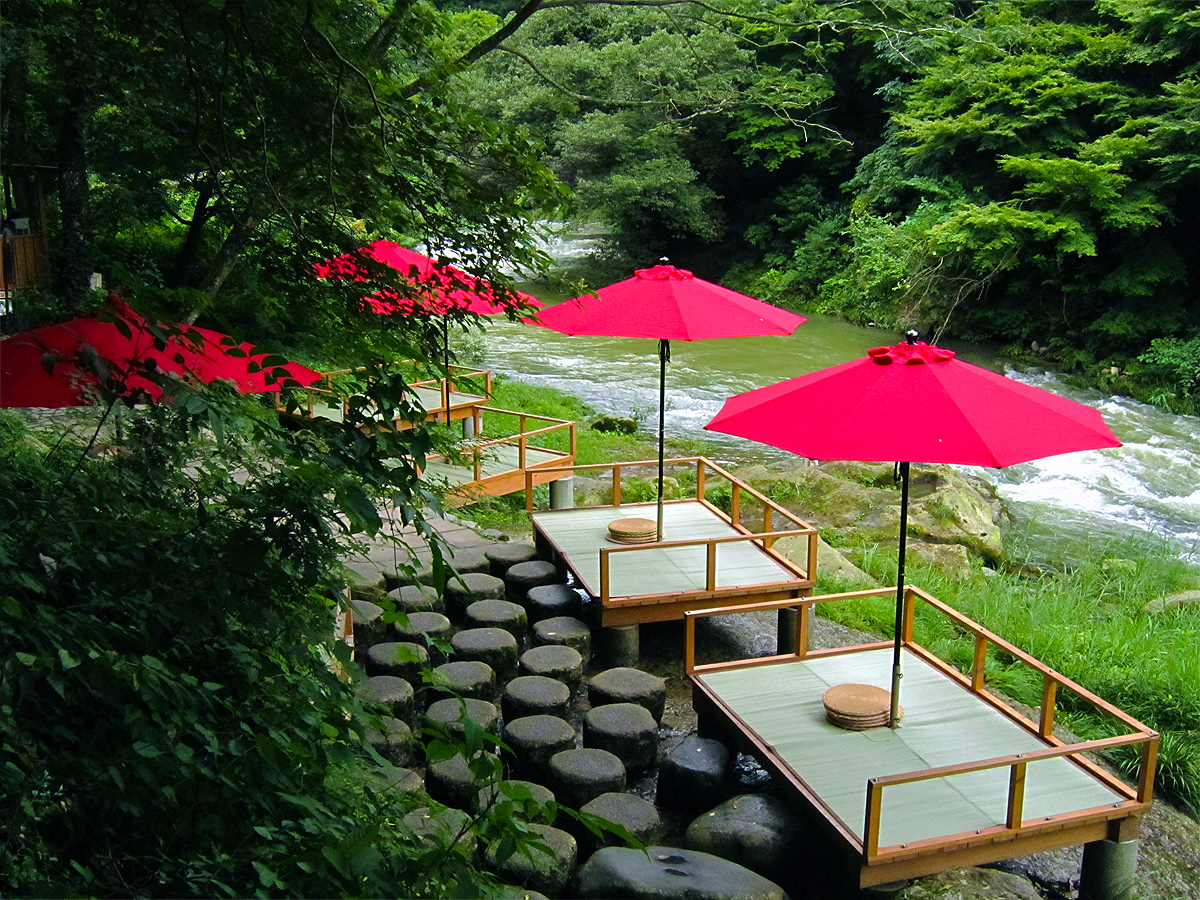
鶴仙渓川床

大聖寺川の中流にある砂岩の浸食によって数多くの奇岩（烏帽子岩、蛙岩、弁慶岩など）が見られる景勝地である。南北に長い山中温泉街の東側を並行し温泉客の散策地となっている。
約1.3kmにわたって「鶴仙渓遊歩道」が整備されている。あやとり橋のたもとでは4月から10月にかけて「鶴仙渓川床」が開かれる。

## 鶴仙渓の橋
鶴仙渓は、3つの個性的な橋がよく知られる。

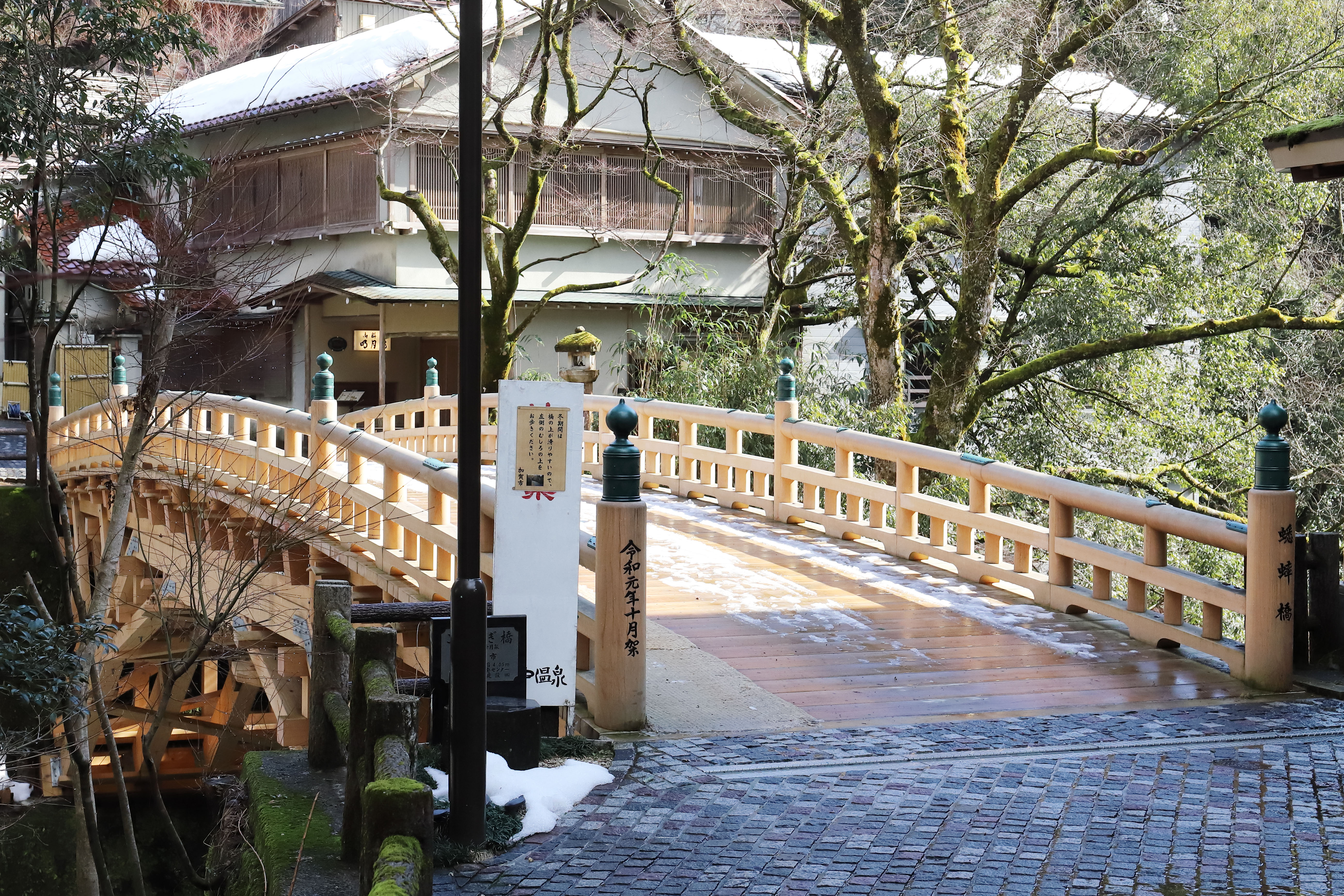
こおろぎ橋
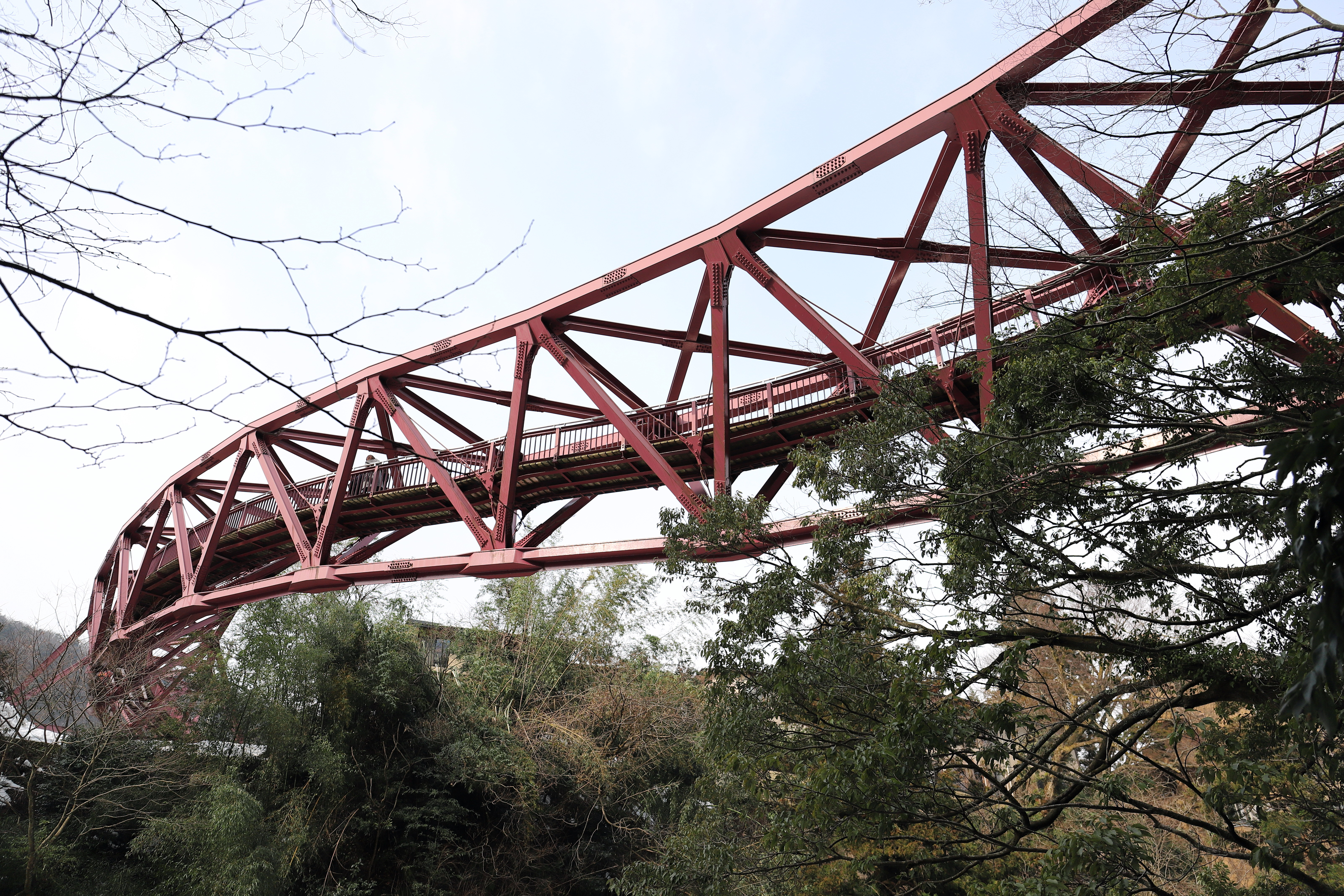
あやとり橋

鶴仙渓の一番上流に架かる総檜造りの橋。全長は21m。鶴仙渓または山中温泉のシンボルとしてよく登場する。松尾芭蕉や竹久夢二などの文人が訪れたことでも知られる。名前の由来は昆虫のコオロギであるとも、行路が険しいことから「行路危」であるとも言われるが、詳しいことは不明である。
- あやとり橋

こおろぎ橋より更に800m下流に架かる橋。橋名はあやとりと平仮名表記。デザインを施したのは、華道草月流家元の勅使河原宏で、竜がうねりを見せるような独特の形である。
- 黒谷橋

あやとり橋から更に500m下流に架かる橋。コンクリートアーチ橋で1935年（昭和10年）8月竣工、全長36m。白を基調とし、大正時代を思わせるようなレトロ調の意匠が特徴で、欄干と親柱は御影石を使用、床板は小石を洗い出ししているなど、工夫が凝らされている。古くは山中温泉を訪れた奥の細道の松尾芭蕉も渡った橋で翁を祀るお堂、芭蕉堂が近くにある。
- こおろぎ橋
- あやとり橋

## 道明が淵
あやとり橋の真下の散策路に架かる道明橋周辺は「道明が淵」と呼ばれ、松尾芭蕉が「奥の細道」で訪れたことから2015年に国名勝「おくのほそ道の風景地」の一つに選ばれている。道明橋は2021年6月に老朽化によるとみられる亀裂が確認されたため通行止めとなり、8月には亀裂が大きくなったため撤去されている。加賀市は景観に配慮しながら道明橋の架け替えを進めることにしている。